# إن آر نارايانا مورثي
إن آر نارايانا مورثي واسمه الكامل: ناجافارا راماراو نارايانا مرثي (بالإنجليزية: Nagavara Ramarao Narayana Murthy) (مواليد 20 أغسطس 1946) هو رجل أعمال وملياردير هندي شارك في تأسيس إنفوسيس تكنولوجيز ليمتد وهي أول شركة هندية يتم إدراجها في بورصة أمريكية.
مورثي هو مؤسس شريك في شركة إنفوسيس، وكان رئيس مجلس الإدارة والرئيس التنفيذي (CEO) والرئيس والموجه الرئيسي للشركة قبل تقاعده وتوليه منصب رئيس مجلس الإدارة الفخري.
ولد مورثي ونشأ في شيدلاغاتا في ولاية كارناتاكا الهندية. تخرج من المعهد الوطني للهندسة بجامعة ميسور بدرجة البكالوريوس في الهندسة الكهربائية ودرجة الماجستير من المعهد الهندي للتكنولوجيا في كانبور.
عمل مورثي في المعهد الهندي للإدارة في أحمد أباد كمبرمج أنظمة رئيسي، وخلال السبعينيات من القرن العشرين عمل في باريس حيث ساعد في تصميم نظام تشغيل لمناولة الشحن الجوي في مطار شارل ديغول. بالعودة إلى الهند، قبل منصبًا في شركة أنظمة كمبيوتر في بيون في ولاية ماهاراشترا، لكنه قرر في النهاية إطلاق شركته الخاصة. شارك في تأسيس شركة إنفوسيس مع ستة من زملائه المتخصصين في مجال الكمبيوتر في عام 1981.
نمت الشركة ببطء حتى أوائل التسعينيات عندما ساهم التحرك الحاسم للحكومة الهندية نحو التحرر الاقتصادي وإلغاء القيود في النمو الهائل في قطاعي التكنولوجيا العالية والكمبيوتر في البلاد. قام مورثي بتوسيع خدمات شركته وقاعدة عملائه بقوة، حيث تفاوض على صفقات مع العديد من الشركات الخارجية لتزويدهم بالاستشارات وتكامل الأنظمة وتطوير البرامج وخدمات هندسة المنتجات. بحلول عام 1999، انضمت إنفوسيس لبورصة NASDAQ ، لتصبح أول شركة هندية يتم إدراجها في بورصة أمريكية. في العام التالي، أدرجت مجلة Asiaweek مورثي في Power 50، وهي القائمة السنوية للمجلة لأقوى الأشخاص في المنطقة الآسيوية. بالإضافة إلى ذلك، اختارته بيزنس ويك كأحد «نجوم آسيا» لثلاث سنوات متتالية (1998-2000)، وكان رجل الأعمال الآسيوي لعام 2003 من مجلة فورتشن.
في أبريل 2004، أعلن مورثي أن شركة إنفوسيسالتي يقع مقرها في بنغالور قد سجلت 1.06 مليار دولار من إجمالي الإيرادات السنوية - وهي زيادة مذهلة بنسبة 33 بالمائة في الإيرادات مقارنة بالسنة المالية السابقة. كان نمو الشركة ملحوظًا لأنه جاء في خضم انكماش عالمي في صناعة تقنية المعلومات. لكن هذا النجاح الهائل لم يخلو من الجدل. اندلع نقاش سياسي في الولايات المتحدة حول فقدان الوظائف بسبب نقل الشركات إلى الخارج والاستعانة بمصادر خارجية للعمل من الخارج. كان هذا مصدر قلق كبير لشركة إنفوسيس، التي حصلت على أكثر من ثلثي عائداتها من الشركات الأمريكية. ورد مورثي بأنه من «الطبيعي» التعبير عن مخاوف بشأن فقدان الوظائف، وبينما أشار إلى أنه يعتقد أن الاستعانة بمصادر خارجية «هنا لتبقى»، فقد بذل جهودًا لتهدئة الغضب في أمريكا بإعلانه أن إنفوسيس ستنشئ وحدة استشارية في الولايات المتحدة التي من شأنها أن توظف 500 عامل. في النهاية، بدا أن الجدل لم يؤثر بشكل كبير على أعمال شركة إنفوسيس. عندما تقاعد مورثي في عام 2006 ترك وراءه شركة يعمل بها حوالي 70 ألف موظف وعائدات سنوية تبلغ 3 مليارات دولار، حصل على وسام جوقة الشرف عام 2008.
تم إدراج مورثي بين أعظم 12 رائد أعمال في عصرنا من قبل مجلة فورتشن. وقد وصفته مجلة تايم بأنه «أب قطاع تكنولوجيا المعلومات الهندي» لمساهمته في الاستعانة بمصادر خارجية في الهند. تم تكريم مورثي بجائزتي Padma Vibhushan  وبادما شري. وهو والد أم ريشي سوناك، النائب البريطاني ومستشارالخزانة.

## التعليم
ولدت نارايانا مورثي في 20 أغسطس 1946 في شيدلاغاتا، منطقة شيكابالابورا في كارناتاكا  في عائلة براهمة من الطبقة المتوسطة. بعد أن أكمل تعليمه المدرسي التحق بالمعهد الوطني للهندسة وتخرج في عام 1967 بدرجة في الهندسة الكهربائية. في عام 1969 حصل على درجة الماجستير من المعهد الهندي للتكنولوجيا في كانبور.

## الجوائز والتكريم

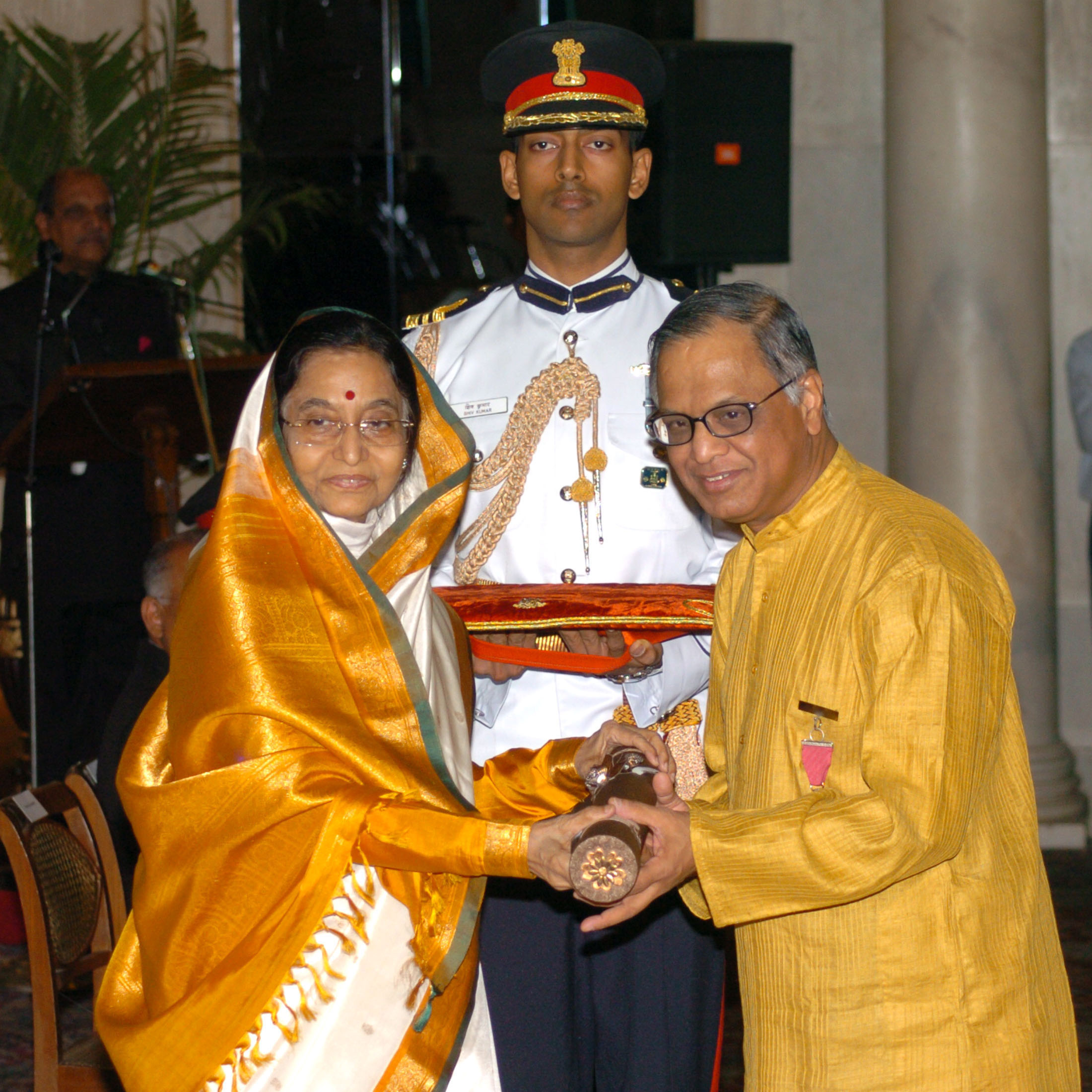
رئيسة الهند براتيبا باتيل تقدم جائزة Padma Vibhushan إلى إن آر نارايانا مورثي، في راشتراباتي بهافان، في عام 2008

| عام  | اسم                                               | المنظمة المانحة                            | المرجع.              |
| ---- | ------------------------------------------------- | ------------------------------------------ | -------------------- |
| 2014 | جائزة CIF Chanchlani Global Indian                | مؤسسة كندا الهند                           | [ 18 ]               |
| 2013 | 25 أعظم أساطير هندية حية عالمية                   | إن دي تي في                                | [ 19 ] [ 20 ] [ 21 ] |
| 2013 | جائزة ساياجي راتنا                                | جمعية إدارة بارودا، فادودارا               | [ 22 ]               |
| 2013 | فاعل الخير للعام                                  | الجوائز الآسيوية                           | [ 23 ]               |
| 2012 | ميدالية هوفر                                      | الجمعية الأمريكية للمهندسين الميكانيكيين   | [ 24 ]               |
| 2011 | إن دي تي في الهندية أيقونة الهند                  | إن دي تي في                                | [ 25 ]               |
| 2010 | العضوية الفخرية في IEEE                           | معهد مهندسي الكهرباء والإلكترونيات.        | [ 26 ]               |
| 2009 | جائزة وودرو ويلسون لمواطنة الشركات                | مركز وودرو ويلسون الدولي للعلماء           | [ 27 ]               |
| 2008 | بادما فيبهوشان                                    | حكومة الهند                                | [ 28 ]               |
| 2008 | ضابط وسام جوقة الشرف                              | حكومة فرنسا                                | [ 29 ]               |
| 2007 | القائد الفخري لوسام الإمبراطورية البريطانية (CBE) | حكومة المملكة المتحدة                      | [ 30 ]               |
| 2007 | اعتراف IEEE Ernst Weber للقيادة الهندسية          | معهد مهندسي الكهرباء والإلكترونيات         | [ 31 ]               |
| 2003 | جائزة إرنست ويونغ لرواد الأعمال للعام             | جائزة إرنست ويونغ لرائد أعمال العالم للعام | [ 32 ]               |
| 2000 | بادما شري                                         | حكومة الهند                                | [ 13 ]               |

## كتب
- هند أفضل: عالم أفضل ، دار بنجوين للنشر، 2009 (ردمك 9780143068570)
- سماء زرقاء صافية: قصص وقصائد عن الصراع والأمل Puffin Books India ، 2017(ردمك 9780143331414)
- ذكاء وحكمة نارايانا مورثي ، هاي هاوس، 2016 (ردمك 9789385827020)

## روابط خارجية
- الملف الشخصي في إنفوسيس